# Trittico della Madonna in trono e santi
Il Trittico della Madonna in trono e santi è un dipinto a tempera e oro su tavola (170x209 cm) di Spinello Aretino, firmato e datato 1391, e conservato nella Galleria dell'Accademia a Firenze.

## Storia
L'opera proviene dalla chiesa di Sant'Andrea a Lucca. Venne dipinta con ampi interventi di bottega, tanto che Crowe e Cavalcaselle ne avevano rilevato la scarsa qualità e dubitato della firma, che effettivamente appare ripassata e reintegrata in maniera arbitraria. Fa fede la testimonianza di Gaetano Milanesi, che vide l'opera presso un privato lucchese, e riportò l'iscrizione allora visibile, verso il 1846: "...S. PINXIT. SPINELLUS. LUCE DE ARITIO. IN. A. 1391"
Berenson e altri ipotizzarono che vi fosse intervenuto Lorenzo di Niccolò, ipotesi recentemente scartata da Boskovits e Tartuferi.

## Descrizione e stile
Il trittico, che probabilmente ha perduto le cuspidi originarie, mostra al centro la Madonna in trono col Bambino fra quattro angeli in volo; nello scomparto sinistro si riconoscono i santi Paolino e Giovanni Battista, con un tondo di Profeta; in quello di destra Andrea e Matteo evangelista e un altro profeta.
Lo stile del dipinto mostra, ancora negli ultimi decenni del secolo, un'adesione ai modi giotteschi, ravvivati appena dal senso decorativo, con una certa conoscenza dei modi senesi, e da una buona plasticità, soprattutto nei santi.